# Březový kopec
Březový kopec, nebo taky Březový vrch (německy Birkenberg), je hora v hřebeni Javořích hor, nachází se severovýchodně od vesnice Vižňov. Dosahuje nadmořské výšky 744 metrů. Vrchol je součástí hřbetu vybíhající k jihozápadu od česko-polské hranice a leží zcela v České republice.

## Hydrologie
Hora náleží do povodí Odry. Vody odvádějí přítoky Stěnavy, např. Dobrohošťský potok.

## Vegetace
Hora je převážně zalesněná, jen místy najdeme menší paseky. Většinou se jedná o smrkové monokultury, méně se dochovaly lesy smíšené nebo listnaté. Potenciální přirozenou vegetací jsou na většině míst hory horské bučiny, tedy bučiny s výskytem určitého množství přirozeného smrku ztepilého.

## Ochrana přírody
Hora leží v CHKO Broumovsko.